# Pic de Girantès
Le pic de Girantès, également appelé mont Ceint, est un sommet des Pyrénées françaises situé dans le département de l'Ariège en région Occitanie. Il culmine à 2 088 m d'altitude, constituant le plus haut sommet du petit massif de Lherz.

## Géographie

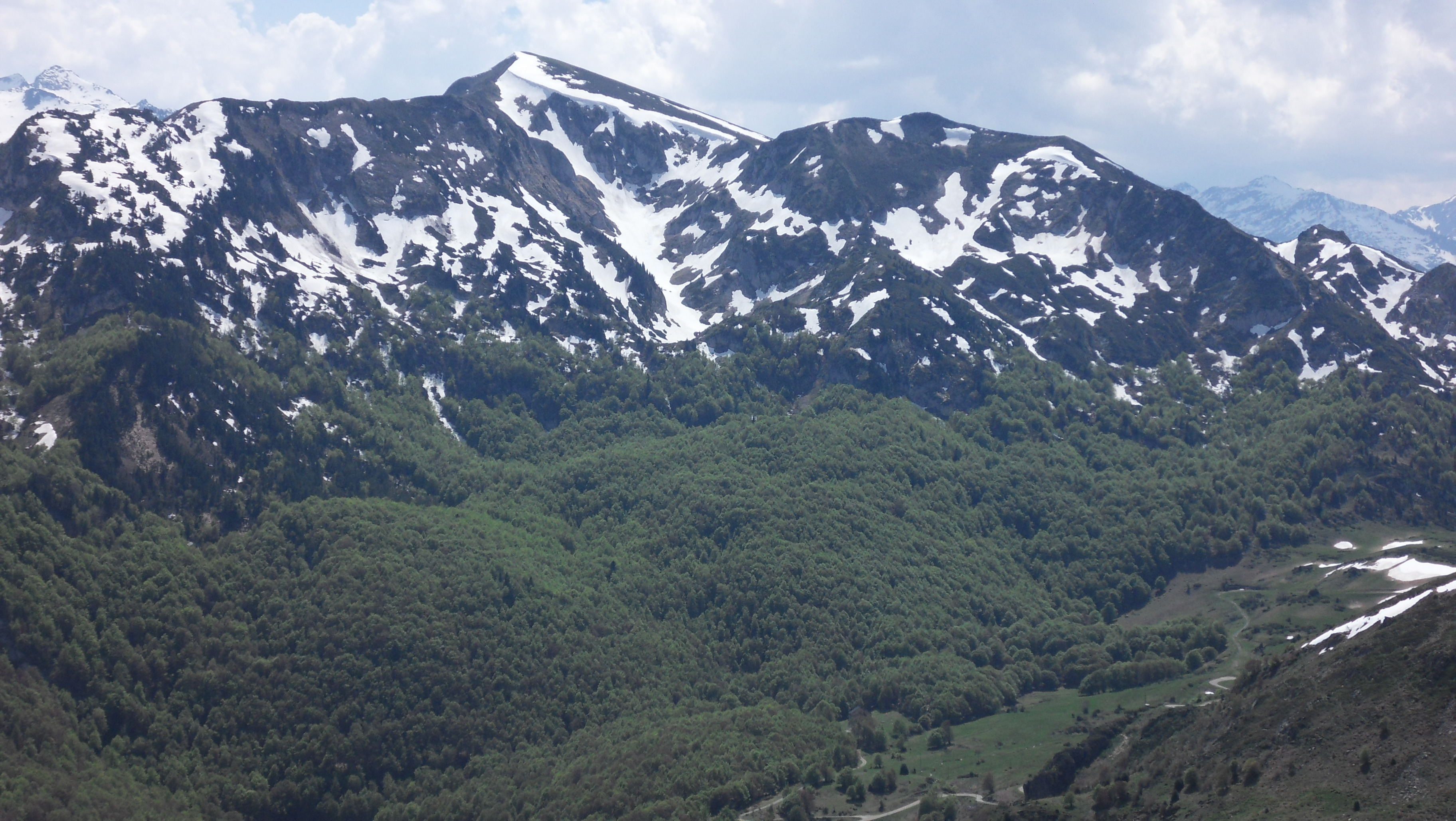
Le pic de Girantès et le port de Lers.

### Topographie
Formant un tripoint entre les communes d'Auzat, du Port et d'Aulus-les-Bains, le sommet est situé dans le périmètre du parc naturel régional des Pyrénées ariégeoises.

### Géologie
La roche est essentiellement calcaire. En liaison avec la lherzolite se trouve de l'ariégite, roche très rare, dans sa proximité notamment dans la forêt de Freychinède et de Soubrouque.

## Histoire
Pendant la Seconde Guerre mondiale, sous l'occupation allemande, le pic de Girantès servait d'observatoire aux passeurs qui aidaient les jeunes Français, des réfugiés à fuir vers l'Espagne pour échapper au service du travail obligatoire, aux chantiers de la jeunesse française, ou encore pour rejoindre les forces françaises basées en Afrique du Nord ou l'Angleterre.
Jean Bénazet (1894-1991), surnommé « Piston », était l'un de ces passeurs de montagnes. Après la Libération, il fut conseiller général du canton de Varilhes. Un livre ainsi qu'un film retracent l'histoire de ce Résistant ariégeois.

## Voies d'accès
Hiver comme été, les voies d'accès à ce sommet sont issues du port de Lers (1 517 m) au nord ou du port de Saleix (1 793 m) au sud.